# Selenodesmium saxatile
Selenodesmium saxatile là một loài dương xỉ trong họ Hymenophyllaceae. Loài này được Parris mô tả khoa học đầu tiên năm 1997.
Danh pháp khoa học của loài này chưa được làm sáng tỏ. 